# عرب زهي
عرب زهي (بالفارسية: عرب زهی) هي قرية تقع في منطقة بولان في إيران. يقدر عدد سكانها بـ 165 نسمة بحسب إحصاء 2016.